# Daniel Kozelinski Netto
Daniel Kozelinski Netto (* 18. Februar 1952 in Colonia Paraiso, Brasilien) ist ein brasilianischer Geistlicher und Bischof von Santa María del Patrocinio de Buenos Aires.

## Leben
Der Bischof von São João Batista em Curitiba, Efraím Basílio Krevey OSBM, weihte ihn am 1. Oktober 1980 zum Priester.
Papst Benedikt XVI. ernannte ihn am 20. Juni 2007 zum Titularbischof von Eminentiana und Weihbischof der Erzeparchie São João Batista em Curitiba. Die Bischofsweihe spendete ihm der Erzbischof von Winnipeg, Lawrence Daniel Huculak OSBM, am 16. September desselben Jahres; Mitkonsekratoren waren Valdomiro Koubetch OSBM, Bischof von São João Batista em Curitiba, und Efraím Basílio Krevey OSBM, Altbischof von São João Batista em Curitiba.
Am 22. Juni 2011 wurde er zum Apostolischen Administrator von Santa María del Patrocinio de Buenos Aires ernannt. Am 12. Januar 2013 wurde er zum Apostolischen Visitator für die Gläubigen der ukrainischen byzantinischen Ritus in Uruguay, Paraguay, Chile und Venezuela ernannt.
Papst Franziskus ernannte ihn am 8. Oktober 2016 zum Bischof von Santa María del Patrocinio de Buenos Aires.